# Ligier
Ligier («Ліж'є») — французький автовиробник, створений автогонщиком і гравцем у регбі Гі Ліж'є.

## Історія

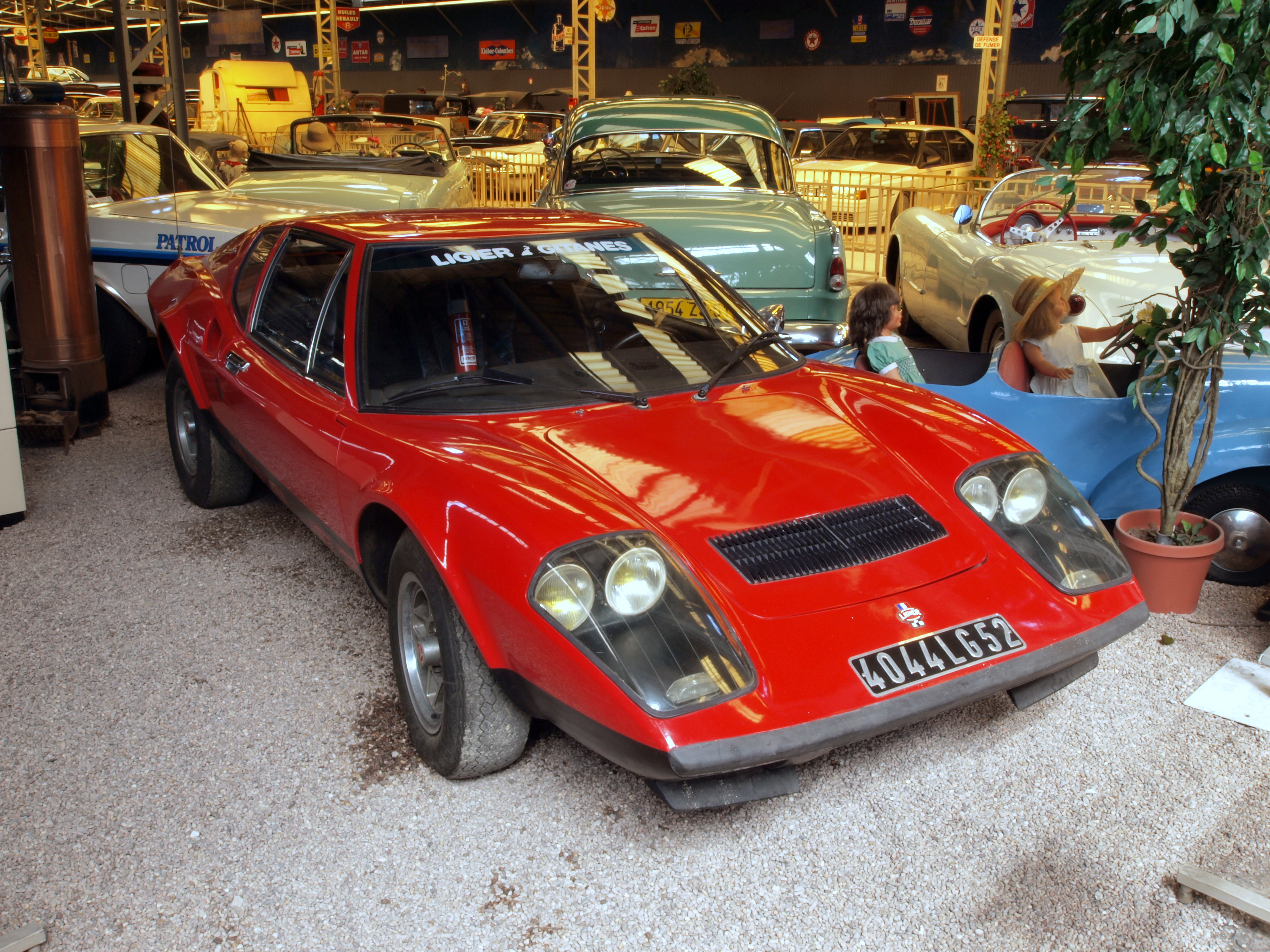
Ligier JS2

Компанія почала виробництво автомобілів з спортивної моделі Ligier JS2, в якій було використано V-подібний шестициліндровий двигун: до 1970 року — Ford як у Ford Capri 2600RS, з 1971 року — Maserati як у Citroën SM.
Деякі з автомобілів Ligier містили префікс JS на честь кращого друга Гі Ліж'є — Жо Шлессера (Jo Schlesser), який загинув на Гран-прі Франції 1968 року виступаючи за команду «Хонда».
У вересні 2008 року при поглинанні компанією Ligier автомобільного підрозділу Microcar французького виробника Bénéteau була створена компанія Ligier Group під генеральним керуванням Філіпа Ліж'є, сина засновника.

## Ligier в автоперегонах
Ligier більше відома як команда з автоперегонів, яка брала участь у перегонах серії Формула-1 у сезонах з 1976 року по 1996 рік. Дебютувала з автомобілем Matra з V-подібним дванадцятициліндровим двигуном. Жак Лаффіт приніс команді перемогу у Гран-прі Швеции 1977 року.
Команда Ligier також брала участь у перегонах на витривалість 24 години Ле-Мана з 1970 по 1975 рік.

## Сучасні моделі

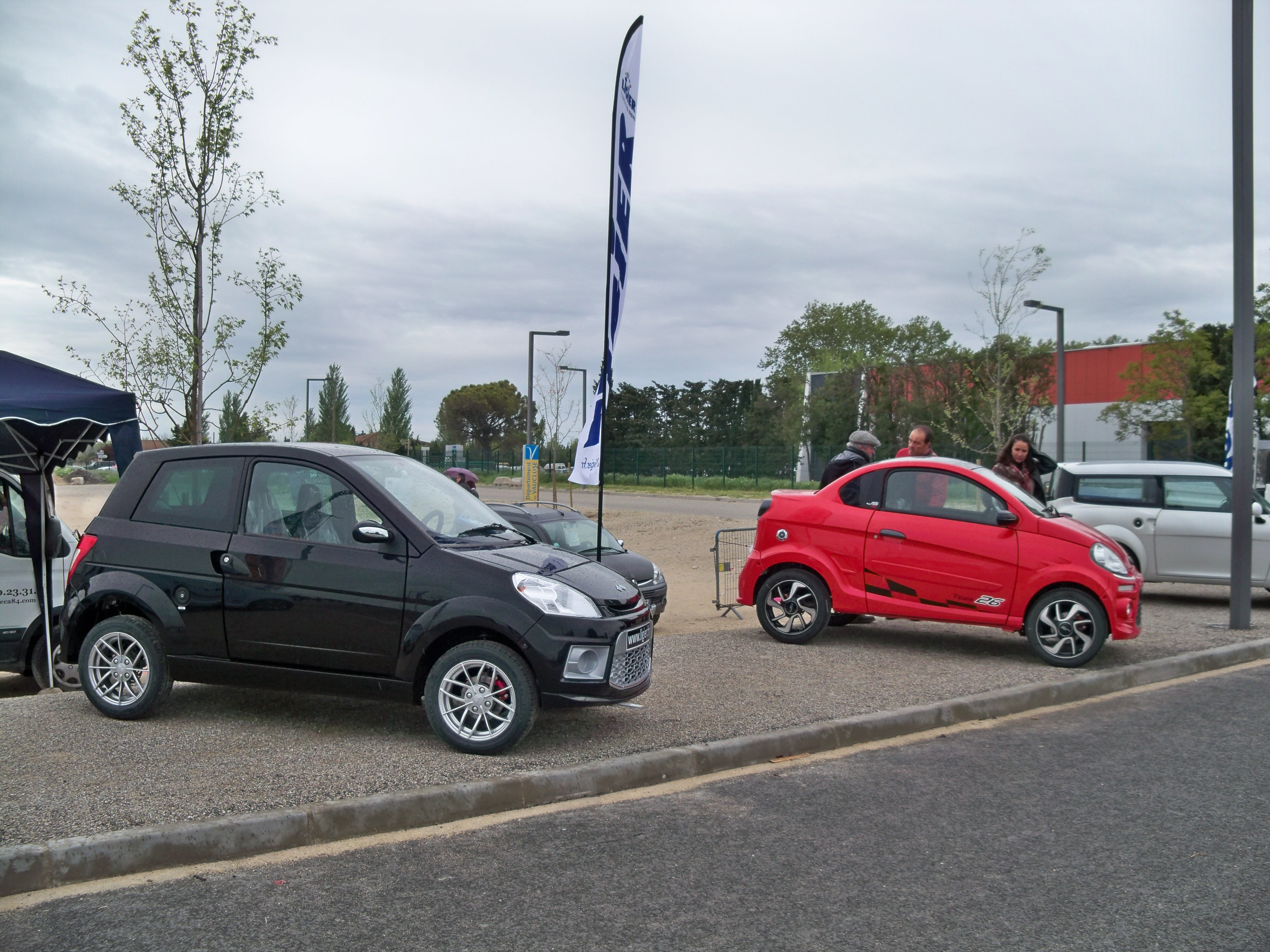
Ligier JS 50 та JS RC

З 2008 року Ligier виробляє сіті-кари і електромобілі. Основою модельного ряду є сіті-кари (міські автомобілі) JS 50 та JS RC. Автомобілі комплектуються дизельними двоциліндровими двигунами виробництва італійської компанії Lombardini S.r.l..
Також виробляються комерційні квадроцикли Pulse 4.

## Ligier EZ-10

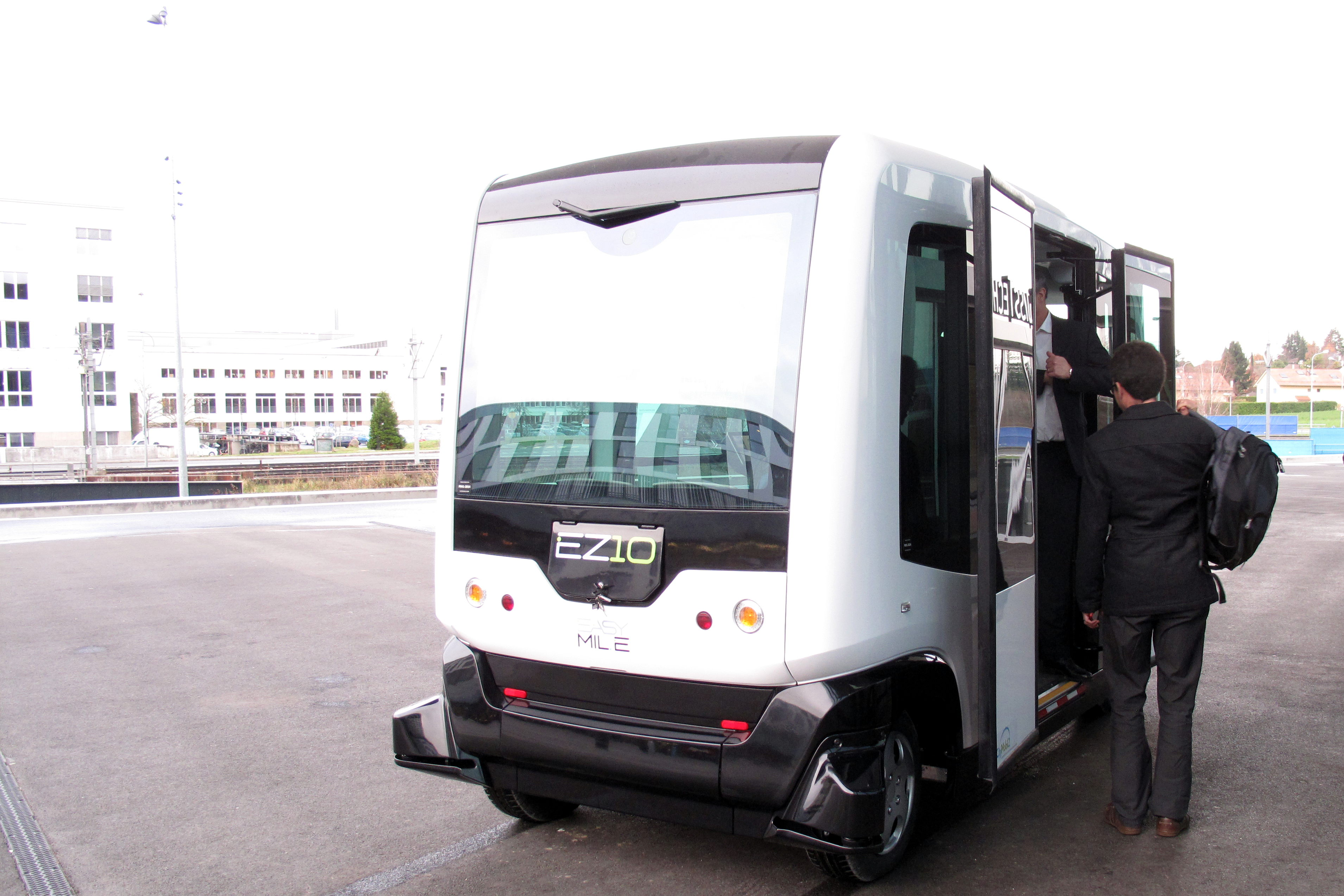
Ligier EZ-10

Ligier EZ-10 — безпілотний мікроавтобус, електромобіль з двигуном потужністю 4 кВт. Розроблений та виробляється Ligier. Максимальна швидкість — 40 кілометрів на годину. Вміщує до шести людей сидячі і дозволяє брати шість пасажирів стоячи, може перевозити інвалідну коляску.
Вирішене використовувати Ligier EZ-10 у Нідерландах в системі безпілотного суспільного транспорту WEpod на маршруті завдовжки 11 кілометрів між залізничною станцією Еде-Вагенінген і кампусом Вагенінгенського університету. Безоплатні демонстраційні поїздки були проведені з травня по липень 2016 року, тестування системи почалося у листопаді 2015 року. Максимальна швидкість на маршруті — 25 кілометрів на годину. У проєкті беруть участь Провінція Гелдерланд, Вагенінгенський університет і Делфтський технічний університет.

## Microcar

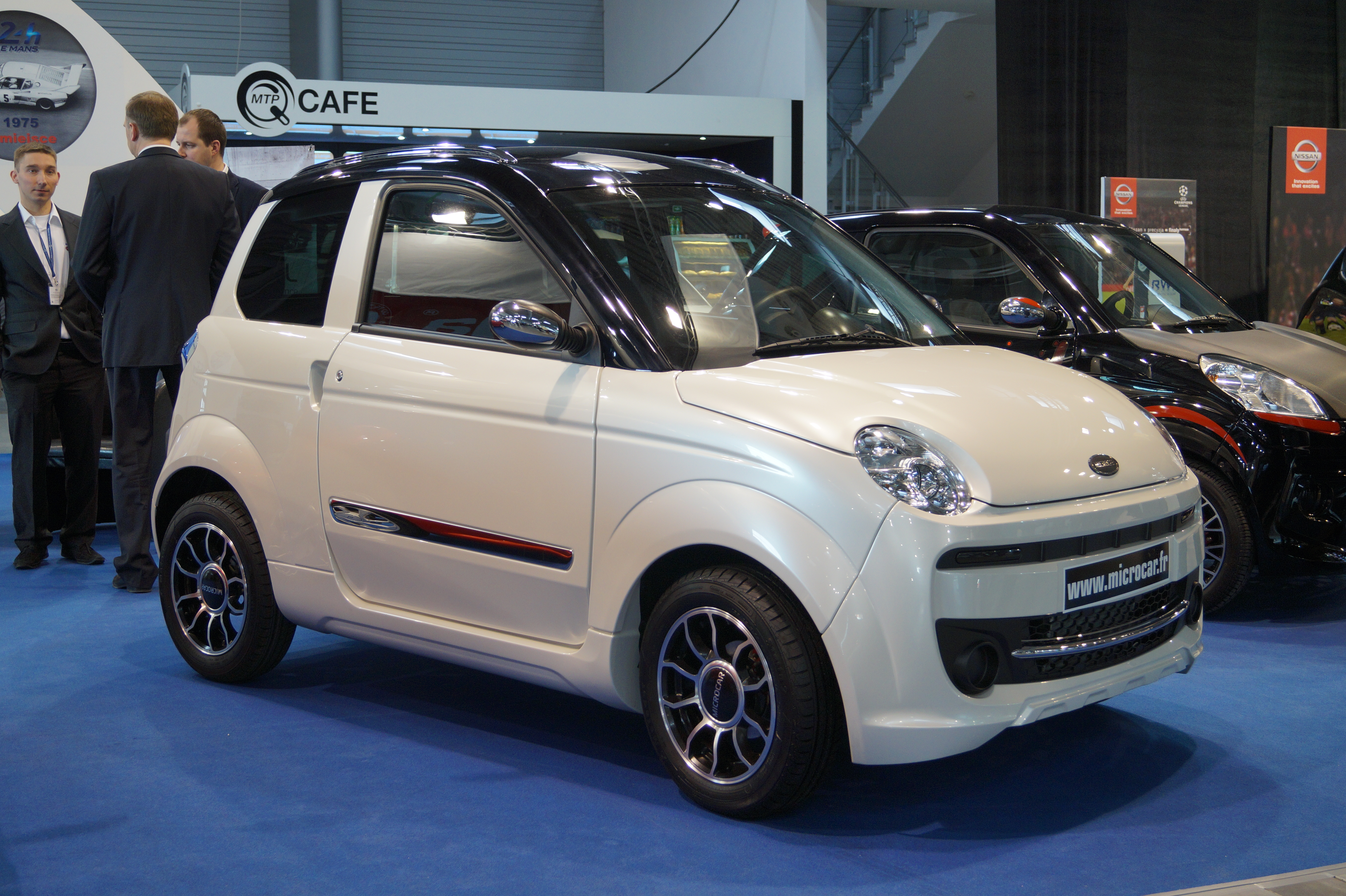
Microcar M.Go

Microcar — французький виробник сіті-карів. Компанія заснована у 1984 році, згодом знана як підрозділ виробника човнів Bénéteau. 2008 року бренд купила компанія Ligier.
Основою модельного ряду є сіті-кари Dué та M.Go. Також бренд випускає комерційний міський автомобіль Flex. Автомобілі комплектуються дизельними двоциліндровими двигунами виробництва італійської компанії Lombardini S.r.l.